# Laureano Calderón Arana
Laureano Calderón Arana (Madrid, 4 de juliol de 1847 - Madrid, 4 de març de 1894) va ser un químic, farmacèutic, físic i cristal·lògraf, germà del també científic Salvador Calderón Arana i de l'escriptor Alfredo Calderón. Relacionat amb la Institución Libre de Enseñanza, va ser l'inventor d'un instrument per a estudis cristal·logràfics anomenat «estauroscop» i un dels pioners en l'estudi i ensenyament de la Bioquímica a Espanya.

## Trajectòria

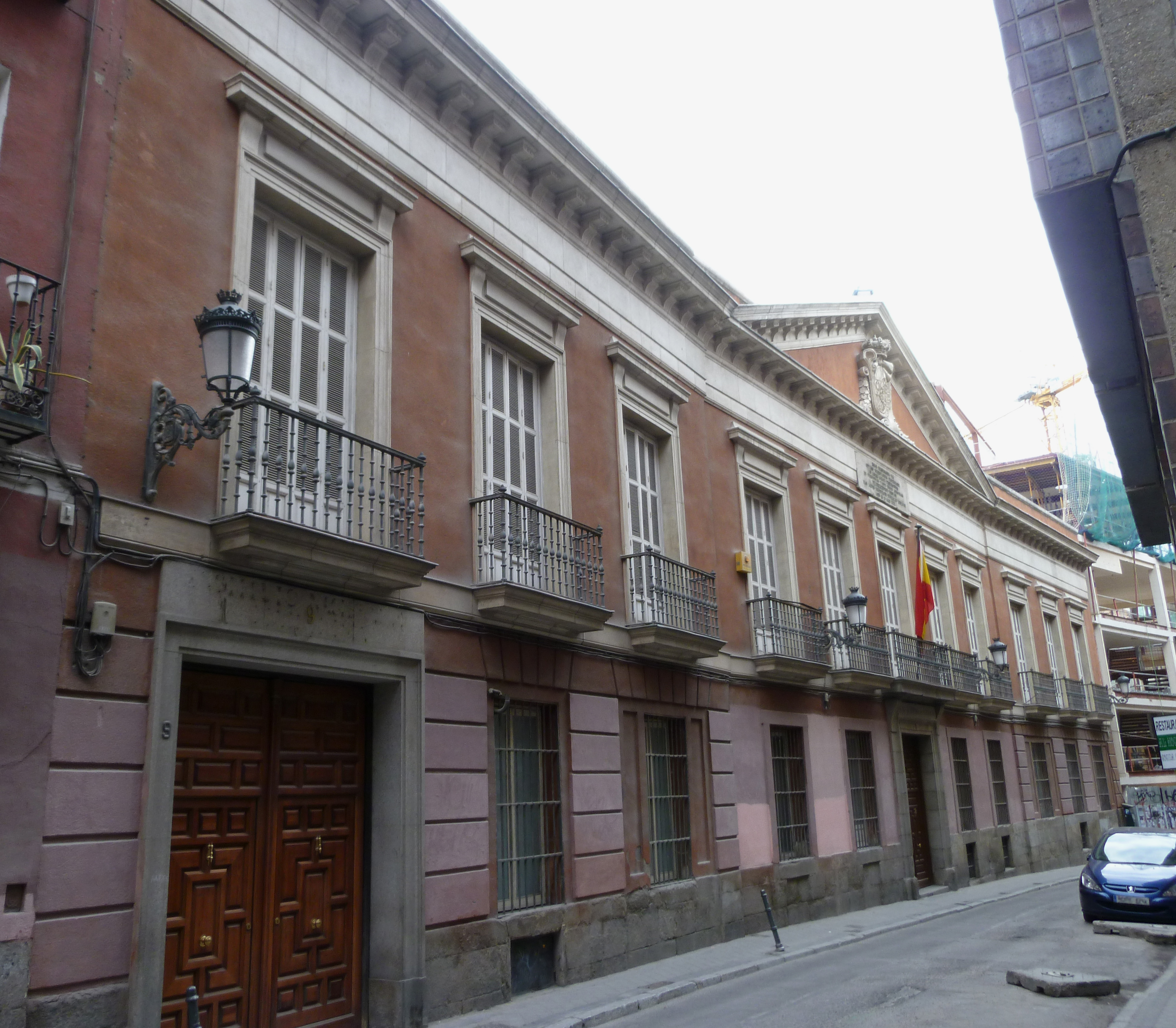
Actual seu de la Reial Acadèmia Nacional de Farmàcia al carrer de la Farmacia —abans «carrer de San Juan»—, antiga ubicació de la Facultat de Farmàcia de la Universitat Central de Madrid

Fill d'Antonio María Calderón, natural de Campuzano, província de Santander, i de María Ignacia Arana de Barrenechea, natural de Usurbil; va néixer a Madrid el 4 de juliol de 1847.Va tenir com a germans a Alfredo, que va néixer tres anys més tard, el 1850, i Salvador. Deixeble de Manuel Rioz y Pedraja, es va llicenciar en Farmàcia el 1866 a la Universitat Central; i va guanyar, per oposició, el lloc d'ajudant i d'auxiliar a la Facultat de Farmàcia d'aquesta institució.
Després d'unes oposicions que va fer el 1874, va obtenir el lloc de catedràtic de Química orgànica a la Universitat de Santiago de Compostel·la. S'ha assenyalat la seva inclusió, durant la dècada de 1870, dins un grup de seguidors de les línies de pensament darwinista, denominat «moviment novíssim de filosofia natural», terme encunyat pel que sembla pel seu germà Alfredo, entre els quals s'haurien trobat a més de Laureano Calderón, els científics Augusto González de Linares, Odón de Buen, el seu altre germà —Salvador—, Blas Lázaro Ibiza, Enrique Serrano Fatigati o José Rodríguez Carracido. Va ser seguidor de les idees de Julián Sanz del Río i Francisco Giner de los Ríos; fou descrit com a «deixeble» d'aquests.
«No he estat nomenat professor per formar catecúmens
 de cap sistema polític, sinó només per ensenyar ciència,
 on es busca la veritat, sense distinció d'orígens».  
Després de les mesures preses pel marquès d'Orovio, ministre de Foment, respecte a la Instrucció Pública,les protestes de Calderón en defensa de la llibertat de càtedra —titllades d'«enèrgiques» i «vehements»— van provocar que fos fet pres, en companyia d'Augusto González de Linares, al Castell de Santo Antón de La Corunya, després d'una Reial Ordre amb data 12 d'abril de 1875.

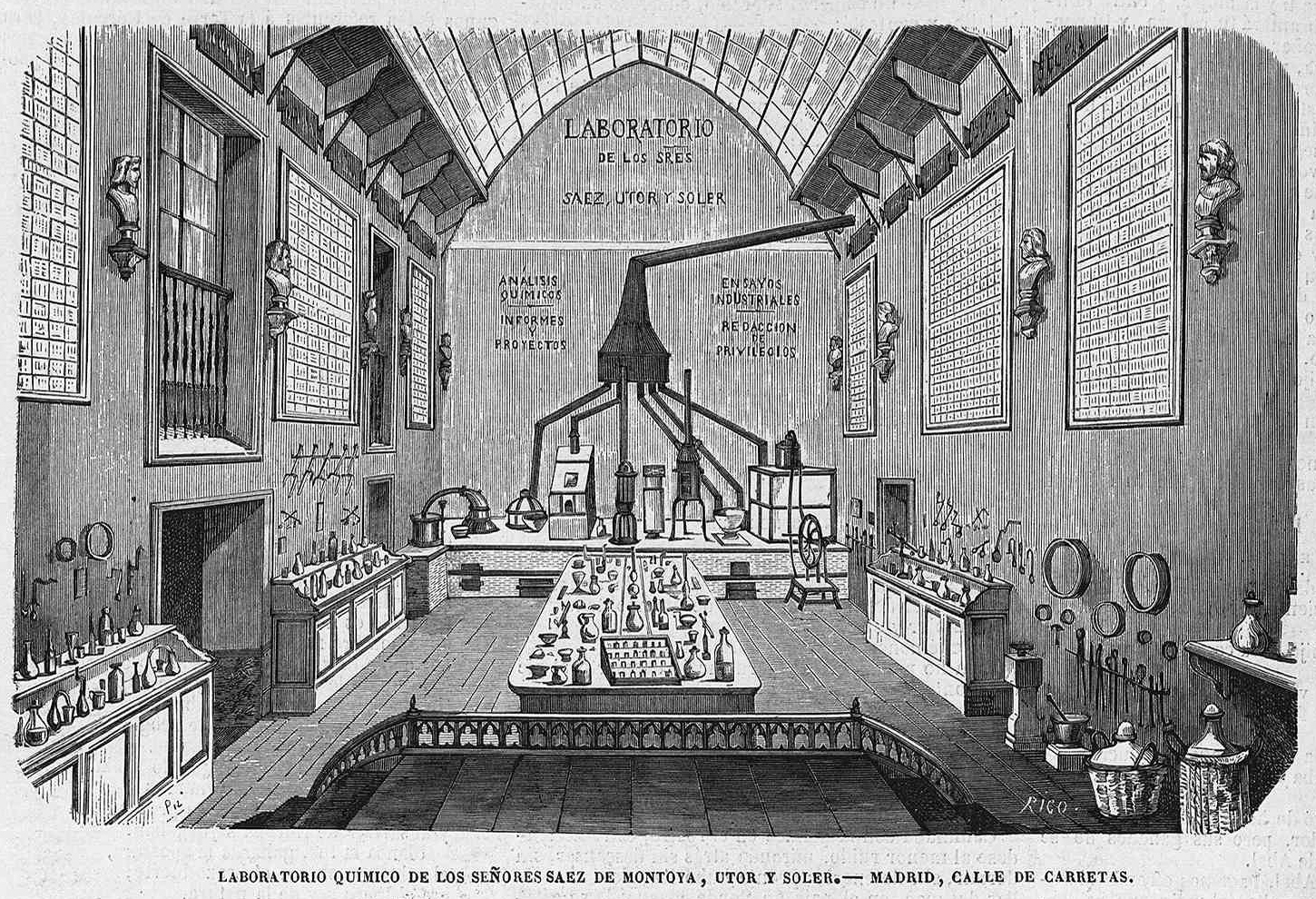
Laboratori químic de Saez, Utor i Soler el 1868, abans de ser adquirit per Calderón, carrer de Carretas, Madrid, al El Museo Universal

Aconseguida la llibertat, encara que sense la seva càtedra, es va traslladar a París, al decidir expatriar-se; allà va arribar a ser deixeble de Marcellin Pierre Eugène Berthelot, a qui va ajudar en els seus estudis de síntesi química i va continuar els seus treballs de termoquímica més endavant. Més tard va emigrar a Alemanya, on va estudiar cristal·lografia al costat de Paul Heinrich von Groth, a Estrasburg,on poc després va ser nomenat director de treballs pràctics de Cristal·lografia i Mineralogia. A aquesta estada en tots dos països també va treballar amb Éleuthère Mascart o Felix Hoppe-Seyler. Calderón va idear un instrument per a estudis cristal·logràfics que va rebre el nom de «estauroscop».
Després de les seves experiències a l'estranger, va retornar a Espanya, el 1880. Considerat un dels creadors de la Institución Libre de Enseñanza —en manifestar les seves protestes contra el marquès de Orovio, al costat de les d'altres professors, donant peu al naixement d'aquesta— i un «prestigiós home de ciència de la Institución», va ser de fet inclòs a la llista de professors de la ILE, però no va arribar mai a exercir com a tal. La seva càtedra no va ser restablida fins al 3 de març de 1881, quan el ministre de Foment José Luis Albareda y Sezde va declarar reintegrats els seus drets.
Membre d'algunes societats científiques estrangeres, formava part de la Comissió Internacional per a la reforma de la nomenclatura química i se li van atorgar càrrecs honorífics en diversos congressos científics als que va assistir.Segons José Gutiérrez Abascal, «Laureano Calderón era molt més conegut com a químic eminent a l'estranger, i sobretot a Alemanya i a França, que a Espanya».

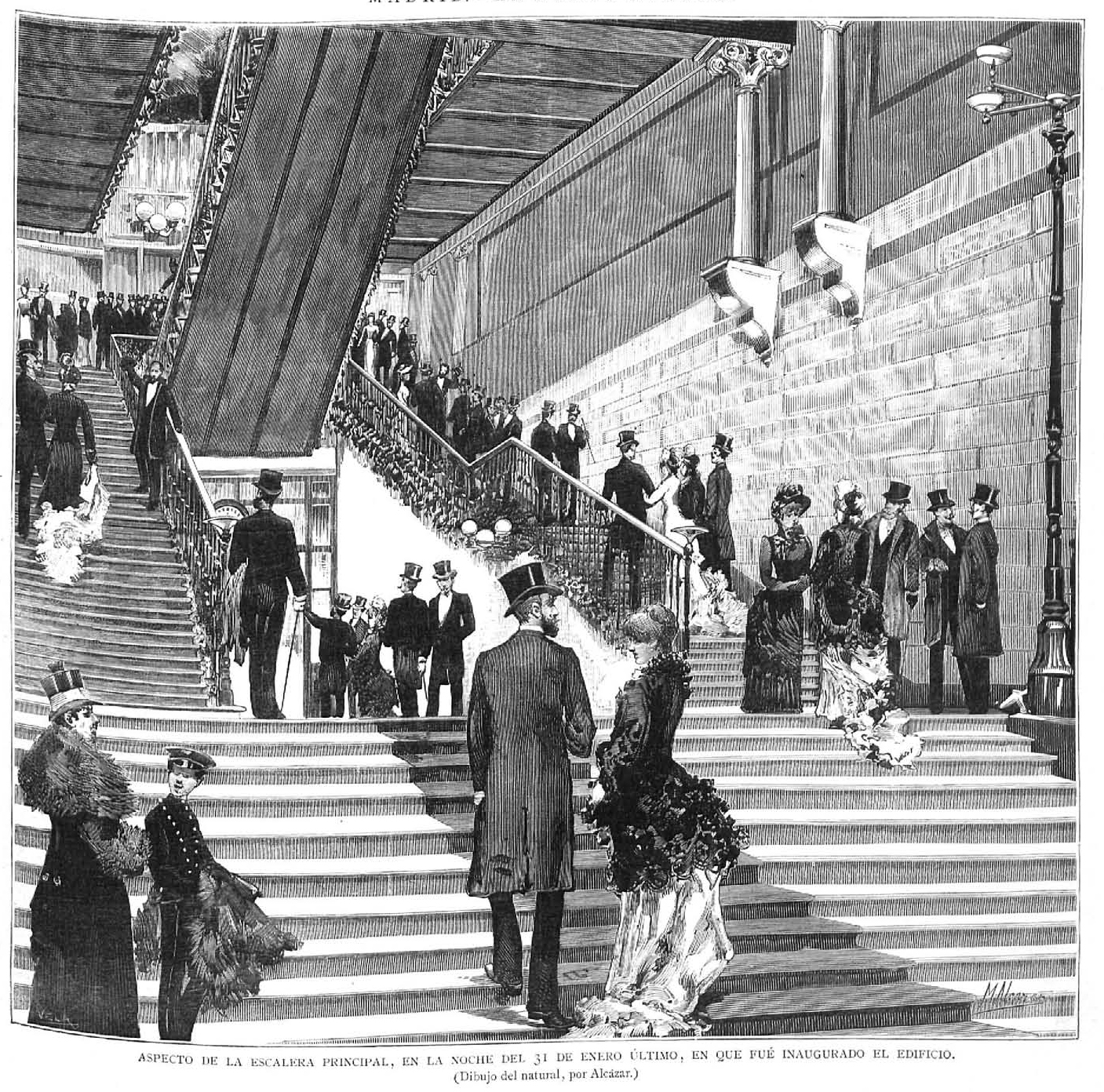
Inauguració el 1884 del nou edifici de l'Ateneo de Madrid, a La Ilustración Española y Americana

Va tenir un laboratori instal·lat al carrer Carretas, adquirit el 1880 i fundat originalment per Saez, Utor i Soler, on es realitzaven anàlisis de diverses substàncies, entre elles d'orina. El 1884 se li va demanar que estudiés l'aprofitament industrial de la llacuna de Fuente Piedra, proposant la instal·lació d'una fàbrica d'abonaments; va ser promotor i director de la ‘Compañía Agrícola Salinera’, que va treballar en la producció de superfosfats.
El 1884 va donar un notable discurs a l'Ateneo de Madrid —institució on va ser reelegit com a president de la secció de Ciències Naturals — amb motiu de la inauguració del nou edifici de la institució, on Calderón va expressar «la seva ferma convicció que la nova ciència de la termodinàmica aportava la base fundacional per resoldre els urgents problemes de la societat».
El 1888 li va ser concedida la càtedra de Química Biològica i Història Crítica de la Farmàcia a la Universitat Central de Madrid,fet que s'ha arribat a considerar el començament de la bioquímica a Espanya,encara que d'altres autors li assignen el mèrit a José Rodríguez Carracido, posterior a Arana. El 1892 va fer el discurs La química descriptiva i la química racional a la Universitat Central, com a obertura del curs acadèmic.
«La mort de Laureano Calderón ha palesat 
l'aïllament en què viu la ciència a Espanya. 
Tots els mitjans de publicitat es van conjuminar
 per tributar honors fúnebres de primera classe al professor eminent, 
però en vida què poc el van encoratjar 
en la prossecució dels seus treballs científics!»  
Va ser autor de Los explosivos y pólvoras sin humo, obra que no va arribar a veure publicada; en aquest sentit s'ha subratllat negativament la seva no gaire destacable activitat investigadora i que no traduís obres foranes, de fet, segons Francisco Javier Puerto, la historiografia conservadora li hauria penjat l'etiqueta de «divulgador», menyspreant la seva labor científica. Mort el 4 de març de 1894 a Madrid a l'edat de quaranta-sis anys,va ser enterrat al cementiri civil de Madrid.